# Brigitte Fontaine
Brigitte Fontaine, autora, cantante y actriz francesa, nacida el 24 de junio de 1939 en Morlaix. Parte de su carrera tuvo lugar como miembro del grupo Areski/Fontaine, con su pareja el músico, compositor y cantante Areski Belkacem.
Comenzó su carrera como actriz de teatro.
Su carrera de cantante está dividida en dos períodos: los años 60 y 70, muy experimentales, underground, y, después de una eclipse en los años 80, un retorno con formas a la vez más convencionales y más modernos y sobre todo una cobertura informativa más importante. Entre sus discos más importantes : Comme à la radio (1969) y Kékéland (2001, y el éxito "Y'a des zazous" en duo con Matthieu Chedid). Su arte se comparte igualmente entre el compromiso social y poesía refinado, humor y rebelión. Las músicas del dúo Areski-Fontaine mezclan tradiciones oriental y occidental, rock y electro. También es autora de una quincena de libros (novelas, cuentos) y una media docena de obras de teatro.
Entre sus principales canciones: Cet enfant que je t'avais fait y La Grippe con Jacques Higelin ; Comme à la radio y Lettre à Monsieur le Chef de gare de la Tour de Carol; C'est normal con Areski Belkacem ; Patriarcat; Le Nougat y Hollywood; Conne; Ah que la vie est belle y La Symphonie pastorale ; Bis Baby Boum Boum con Noir Désir y Profond ; Rue Saint-Louis en l'île y Fréhel ; Ex Paradis; Dura Lex y Prohibition; Dancefloor con Grace Jones...

## Discografía
- 1966: Chansons décadentes et fantasmagoriques.
- 1966: 12 chansons d'avant le déluge, con Jacques Higelin.
- 1967: 15 chansons d'avant le déluge, suite et fin..., con Jacques Higelin.
- 1968: Brigitte Fontaine est… folle ! (con Jean-Claude Vannier).
- 1969: Comme à la radio con Areski Belkacem y the Art Ensemble of Chicago.
- 1972: Brigitte Fontaine con Areski Belkacem.
- 1973: Je ne connais pas cet homme con Areski Belkacem y Antoine Duhamel.
- 1974: L'Incendie con Areski Belkacem.
- 1975: Le Bonheur con Areski Belkacem.
- 1977: Vous et nous con Areski Belkacem.
- 1980: Les églantines sont peut-être formidables con Areski Belkacem.
- 1988: French corazón / Le Nougat.
- 1995: Genre humain con Etienne Daho.
- 1997: Les Palaces con Alain Bashung .
- 2001: Kékéland con Noir Désir, Sonic Youth, Archie Shepp, Matthieu Chedid (-M-)... (y la canción "Guadalquivir").
- 2004: Rue Saint Louis en l'île con Gotan Project, Zebda.
- 2006: Libido con Jean-Claude Vannier.
- 2009: Prohibition con Ivor Guest, Grace Jones, Philippe Katerine.
- 2011: L'un n'empêche pas l'autre con Ivor Guest, Grace Jones, Bertrand Cantat, Arno, Alain Souchon, Jacques Higelin, -M-...
- 2013: J'ai l'honneur d'être con Areski Belkacem y Jean-Claude Vannier (título homenaje a Choderlos de Laclos)

Escrito canciones originales especialmente para Jacques Higelin, Areski Belkacem, Etienne Daho ("Jungle pulse", "Toi, Jamais Toujours") y -M- ("Phébus", "Tanagra", "Destroy", "Lettre à Tanagra", "Brigand", "Crise", "Je les adore").

## Compilaciones
- 1999: Morceaux de choix (con el inédito "Dressing").
- 2002: Plans fixes (con "Comme à la radio" y "J'ai vingt-six ans" en versiones inglesas).

## Participaciones y otras colaboraciones
- 1996: On ne tue pas son prochain, homenaje a Gérard Manset.
- 1997: La caravane, música de Duke Ellington.
- 1998: Calimero con Stereolab.
- 2001: L'Europe con Noir Désir.
- 2003: Âme te souvient-il ?, homenaje a Léo Ferré.
- 2003: L'Homme à la moto, homenaje a Édith Piaf.
- 2005: Fine mouche con Khan.
- 2005: Red Light con Karkwa.
- 2007: Partir ou rester con Olivia Ruiz.
- 2008: La beuglante con Maya Barsony.
- 2009: Bamako con Turzi.
- 2011: Je vous salue Marie, homenaje a Jacno.

## Otros intérpretes
- Zizi Jeanmaire: Toi et ton sax.
- Christine Sèvres: Les dieux sont dingues, Maman, j'ai peur, Le beau cancer, Comme Rimbaud.
- Maurane: Barbares attraits, Péplum (álbumes Toi du monde 2000 y Fais-moi une fleur 2011).
- Vanessa Paradis: Irrésistiblement (album Divinidylle 2007).
- Jane Birkin: La grippe (con Etienne Daho).
- Françoise Hardy y Rodolphe Burger : Cet enfant que je t'avais fait.
- Marc Moulin: Comme à la radio.
- Stereo Total: Barbe à papa.
- Aurelia: Vous et Nous.
- Juliette Gréco: Le solitaire (album Je me souviens de tout 2009).
- Stefie Shock: Dévaste-moi
- Johnny Hallyday: Tanagra
- Moravagine: Inadaptée
- Yacht: Le goudron
- Dominique A: Les étoiles et les cochons (en escena)
- Arthur H: Hollywood (en escena)
- Babx: Rififi (en escena)
- Pierre Lapointe: La symphonie pastorale (en escena)
- Ludivine Sagnier: Dommage que tu sois mort (en escena)
- Barbara Carlotti: Blanche-neige

...

## Remix
- At this very moment (versión inglesa de Comme à la radio) por Cage & Aviary + Bow Mods + Monsieur Du Snob.

## Libros
- Chroniques du bonheur, 1975.
- Madelon: alchimie et prêt-à-porter, 1979.
- L'Inconciliabule, 1980 (Les Belles Lettres-Archimbaud, 2009).
- Paso doble, 1985
- Nouvelles de l'exil, 1988 (Flammarion, 2006).
- Genre humain, 1996
- La Limonade bleue, 1997
- Galerie d'art à Kekeland, Flammarion, 2002.
- La Bête Curieuse, Flammarion, 2005.
- Attends-moi sous l'obélisque, Le Seuil-Archimbaud, 2006.
- Travellings, Flammarion, 2008.
- Rien suivi de Colère noire, Les Belles Lettres-Archimbaud, 2009.
- Contes de chats (con Jean-Jacques Sempé), Les Belles Lettres-Archimbaud, 2009.
- Le bon peuple du sang, Flammarion, 2010.
- Antonio, Les Belles Lettres-Archimbaud, 2011.
- Le bal des coquettes sales (con Léïla Derradji), Les Belles Lettres-Archimbaud, 2011.
- Mot pour mot, Les Belles Lettres-Archambaud, 2011.
- Les Charmeurs de pierres, Flammarion, 2012.
- Portrait de l'artiste en déshabillé de soie, Actes Sud, 2012.

## Teatro
Actriz
- 1953: L'Épreuve (Marivaux)
- 1956: Gigi (Colette)
- 1957: Le Malade imaginaire (Molière)
- 1957: Les Précieuses ridicules (Molière)
- 1957: Mais n'te promène donc pas toute nue (Georges Feydeau)
- 1957: La Surprise de l'amour (Marivaux)
- 1961: L'Impromptu des collines y Claude de Lyon (Albert Husson)
- 1962: La Cantatrice chauve (Eugène Ionesco)
- 1962: Les Femmes de bonne humeur (Carlo Goldoni)
- 1964: Lily Strada (Boris Vian)
- 1965: Les Bargasses (Marc'O)
- 1988: Les Bonnes (Jean Genet)

Autora y actriz
- 1966-1968: Maman j'ai peur (con Jacques Higelin y Rufus).
- 1969: Niok (con Jacques Higelin y Areski Belkacem).
- 1969:  Encore, encore et encore.
- 1969: Les Enfants sont tous fous (con Rufus).
- 1980-1984:  Acte 2
- 1986: Les Marraines de Dieu (con Léïla Derradji).

## Cine
- 2012: Le Grand Soir (Benoît Delépine y Gustave Kervern) con Benoît Poelvoorde y Albert Dupontel.
- 2013: Brigitte Fontaine, reflets et crudité (Benoît Mouchart y Thomas Bartel).